# Hermann-Spielwaren
Die Hermann-Spielwaren GmbH in Coburg–Cortendorf ist ein Hersteller von Plüschspielwaren und Teddybären. Als eine der weltweit ältesten Manufakturen ihrer Art – die Herstellung begann noch vor dem Ersten Weltkrieg im Jahr 1913 – stellt Hermann ausschließlich in Deutschland Exponate für den internationalen Sammlermarkt her, häufig in limitierter Auflage. Eine Spezialität des Hauses stellt die Porträtierung bekannter Persönlichkeiten aus Vergangenheit und Gegenwart in Plüschtierform dar, darunter etwa Martin Luther, Papst Benedikt XVI., Robert Schumann, Mutter Teresa oder auch „First Dog“, den Hund des US-Präsidenten Barack Obama.

## Geschichte

### 1913 bis 1920
Der Ursprung der Teddybärenmanufaktur Hermann liegt in dem thüringischen Ort Neufang, unweit der als „Weltspielwarenstadt“ Bekanntheit erlangenden Stadt Sonneberg. Nach Neufang kam in den 1880er Jahren der Tagelöhner Johann Hermann (geboren am 11. Dezember 1854 in Heubsch bei Kulmbach; gestorben am 12. Juli 1919), wo er 1887 heiratete und nach einer Beschäftigung bei der Werra-Eisenbahn-Gesellschaft im Jahr 1902 in Sonneberg sesshaft wurde. Gemeinsam mit seiner Ehefrau Rosalie Hermann, geborene Suffa zog er sechs Kinder auf: die Töchter Adelheid, Ida und Ottilie und die Söhne Artur, Bernhard und Max. Als Johann Hermann sich im Kreis Sonneberg niederließ, entstand rund die Hälfte aller aus Deutschland exportierten Spielwaren in diesem Landstrich. Hieraus resultierte vermutlich, das Hermann, er betrieb zunächst mit seiner Frau eine Schreibwarenhandlung, ab 1896 damit begann einfache Holzspielsachen, aber auch Kindergeigen zu fertigen, die er an größere Firmen in Thüringen weiterverkaufte. Nachdem zu Beginn des 20. Jahrhunderts eine sich stetig steigende Nachfrage an Teddybären aufkam, erweiterte er ab 1907 sein Programm um weichgestopfte Spielwaren, darunter Teddybären. Etwa zur selben Zeit gab er den Geigenbau auf, nach Überlieferung seines Sohnes Artur „etwa gegen Ende 1907“. Die Kinder Hermann wirkten seit ihrer frühesten Jugend an der Produktion der verschiedensten Kinderspielwaren mit, Arbeitszeiten bis zu 15 Stunden täglich waren zeitgemäß.
Während der älteste Sohn Bernhard nach einer ersten Lehrzeit im väterlichen Betrieb schon 1912 die Selbständigkeit in Sonneberg suchte (→ Teddy-Hermann), begannen die Geschwister Adelheid, Artur und der jüngste, Max, am 24. Oktober 1913 im Neufanger Elternhaus mit der Herstellung von Teddybären. Artur sammelte zuvor weitere Erfahrungen bei dem örtlichen Teddy-Hersteller „Ernst Siegel“. Die elterliche Werkstatt entwickelte sich zu einem Kleinunternehmen und firmierte dabei unter dem Namen des Vaters, „Johann Hermann Spielwarenfabrik, Spezialität: Bessere Genre Teddy-Bären“. Ihre Waren lieferten die Geschwister an Sonneberger Verleger, von wo aus sie den Weg in die Welt antraten. Als Folge des Ersten Weltkriegs brechen dann jedoch sowohl Export wie Materialzufuhr zusammen. Als Artur zum Kriegsdienst einberufen wird, übernahm Max die Teddybärenproduktion. 1917 muss auch er an die Front. Ihr Vater Johann Hermann stirbt 1919 ohne die Herstellung von Spielwaren wieder aufgenommen zu haben. Vier seiner Kinder gründeten eigene Spielzeugfabriken, neben Artur und Adelheid, deren Ehemann ein Plüschtierunternehmen errichtete, die Brüder Bernhard, dessen Firma unverändert unter dem Namen Teddy-Hermann produziert und Max.

### 1920 bis 1947
Nach dem Tod des Vaters lösten Adelheid, Artur und Max ihre Geschäftsverbindung. Max führte im Stammhaus auf eigene Rechnung die Teddybärenherstellung fort, was zugleich den Anfang der noch existenten Firma Hermann-Spielwaren bedeutet. Bald nach seiner Heirat mit Hilde Stammberger (1898–1985), die in Sonneberg die Industrieschule besucht und dort eine Ausbildung zur Spielzeuggestalterin erhalten hatte und der Geburt des Sohnes Rolf-Gerhard (1922–1995) wird die Manufaktur 1923 nach Sonneberg, Wilhelmstr. 17 verlegt und sukzessive ausgebaut. Sie firmierte von nun an unter dem Namen „MAHESO“ („MAx HErmann SOnneberg“). Der Versand der hergestellten Teddybären erfolgte weltweit. 1933 werden die Produktkennzeichnungen „das grüne Dreieck“ und „der Bär mit dem laufenden Hund“ entworfen, die ab nun alle Max-Hermann-Teddybären kennzeichnen.
Bereits zuvor wart Max Hermann in der Lage sein Exportgeschäft auszudehnen, wozu insbesondere sein Kontrakt mit Marks & Spencer beitrug. Neben dem Inlandhandel exportierte er im Besonderen in den Britischen und Amerikanischen Raum. Zur selben Zeit erwarb er die Fabrikationsstätte seines Bruders Artur Hermann in Sonneberg, Friedrichstr. 7 a. Wiederum führt ein Krieg zur Materialknappheit, die nur in Teilen durch Stoff-Eigenlieferungen der Kunden kompensiert werden konnte. Mohairplüsch hingegen fiel als Arbeitsmaterial gänzlich aus.

### 1947 bis 1990
Bei Ende des Zweiten Weltkriegs lag Sonneberg in der sowjetisch besetzten Zone. Während am 1. Juli 1947 der Sohn Rolf-Gerhard in den väterlichen Betrieb eintrat, der sich seit Gründung von einer kleinen Werkstatt im großelterlichen Haus in Neufang, zu einem namhaften und international handelnden Sonneberger Unternehmen entwickelte, erkannte Max, dass unter den neuen Bedingungen keine Weiterentwicklung möglich sein würde. 1948 errichtete er in Coburg, in der amerikanischen Besatzungszone ein Auslieferungslager und ergänzte den Firmennamen: „Max Hermann & Sohn, Sonneberg. Auslieferungslager in der Westzone: Hermann & Co. Coburg“. Die Firmenanschrift lautete zunächst Rosenauerstr. 15, zum 1. Oktober 1950 folgt der Umzug nach Cortendorf, Im Grund 9, wo das Unternehmen unverändert angesiedelt ist. Im Februar 1953 verließ Max mit seiner Familie Sonneberg und floh in den Westen. Mit seinem Sohn Rolf-Gerhard, der nach seinem Tod 1955 die Leitung übernahm, bauten sie die Manufaktur in Coburg neu auf.
Mit dem verstärkten Aufkommen billiger(er) Waren aus dem asiatischen Raum, mit dem ein sich generell änderndes Konsumverhalten einherging, fiel der Absatz mit Ausklang der 1960er Jahre. Rolf-Gerhard Hermann erweiterte bzw. änderte mit Blick auf den Markt das Sortiment. Zudem begleitete er von Anbeginn den Aufbau der Nürnberger Spielwarenmesse, die im Westen die Leipziger zunehmend ablöste, aktiv. Er zeichnete persönlich und über die Firma Anteile an der die Messe organisierenden Spielwarenmesse eG. Hermann-Spielwaren avancierte im Laufe der beiden Folgejahrzehnte zu einem der bekanntesten Hersteller des deutschsprachigen Raumes für Comic-Figuren wie Micky Maus, Donald Duck, dem Paddington Bär oder die Schlümpfe, welche in Lizenz angefertigt werden.
Im Jahr 1979 erfolgte schließlich eine Aufteilung der Gesellschaft. Während der „Hermann & Co. KG“ die Verwaltung der Immobilien zufiel, wurden Produktion und Vertrieb der neu gegründeten „Hermann Spielwaren GmbH“ zugewiesen. 1983 trat Ursula Hermann, Tochter von Rolf-Gerhard Hermann und Dora-Margot genannt Dorle Hermann, geborene Engel (1925–1992) in das Unternehmen ein. Dorle Hermann war über ihren Vater Friedrich (Fritz) Engel Miterbin des 1891 gegründeten späteren Sonneberger Spielwarenfabrikanten „H. Josef Leven“, der seit 1910 auch Teddybären fertigte. Die Firma wurde in den Nachkriegsjahren bis 1972 in das DDR-Spielwaren-Kombinat (VEB Vereinigte Spielwarenwerke Sonneberg) integriert. Nach der Wende gelangten Fabrikgebäude und Rechte an die Erben, die Schwestern Dora-Margot und Hildegard Engel. Die Manufaktur Hermann-Spielwaren nimmt seitdem auch die Tradition des Hauses Leven wahr.

### Ab 1990
1992 und 1993 erschienen erste Replica–Modelle unter der Marke Leven. 1996 konnte eine Kollektion von 14 Modellen auf der Nürnberger Spielwarenmesse präsentiert werden.
Nach dem Tod der Mutter 1992 übernahm Ursula Herrmann die Verantwortung für das Design der Teddybären und Plüschtiere. Zu dieser Zeit begann das Unternehmen sich auch hinsichtlich der Zielgruppe seiner Kunden und somit auch des Aussehens der Teddybären umzustellen. Stand zuvor das Spielzeug als Endprodukt im Vordergrund, erfolgte nun eine Ausrichtung hin zum Teddybären und Plüschtier als Sammelobjekt. 1993 trat Martin–Johannes Hermann an der Seite seiner Schwester in die Manufaktur ein. Beide vertreten diese gemeinschaftlich als Geschäftsführer. Seit 1993 werden alle Teddybären mit einer im Nacken fest verplombten dreieckigen Halsmarke versehen. Sie trägt die 1933 eingeführte Darstellung des „Bären mit dem laufenden Hund“.
Von 1992 bis 2011 errang Hermann-Spielwaren zahlreiche Auszeichnungen bei den einschlägigen Designwettbewerben der Branche. Mehr als 400 Teddybären, in ihrer überwiegenden Zahl nur in limitierter Auflage, umfasst die Produktionspalette.
Zahlreiche, der während der Flucht 1953 zurückgelassenen Exponate befinden sich heute im Deutschen Spielzeugmuseum in Sonneberg.

## Produktion
Pro Jahr verließen im ersten Jahrzehnt des 21. Jahrhunderts zwischen 8000 und 10.000 Plüschtiere und Teddybären die Manufaktur. Rund 70 % von diesen gingen in den Export, wobei Großbritannien in 2009 das Hauptabnahmeland war. Jedes zehnte Tier, dass die Coburger Manufaktur verließ, wurde nach China exportiert. Neue Exportmärkte könnten laut Geschäftsleitung neben dem schon genannten China, in Russland und Taiwan heranwachsen.
Inspiriert von internationalen Ereignissen, wie der Hochzeit von Kate und Prinz William, werden limitierte Spezial-Bären aufgelegt. War es in letzterem Fall ein „Hochzeitsbär“, erschien beispielsweise zum Jubiläumsjahr der Bayreuther Wagner-Festspiele ein Wagner-Bär. Teddybären aus der Coburger Manufaktur Hermann sind mit mehreren Erkennungsmerkmalen versehen. Darunter ein Echtheitszertifikat und je nach Ausfertigung eine individuelle Nummerierung am Bären selbst, sowie seit 1993 die bereits erwähnte Halsmarke. Über die einer limitierten Auflage zugehörenden, nummerierten Bären, wird firmenseitig ein goldenes Buch geführt, das den Namen des Empfängers und das Versanddatum enthält.
Es benötigt etwa zwei- bis dreieinhalb Stunden bis ein Teddybär gefertigt ist. Die fünfgliedrigen Bären werden aus Mohair hergestellt, ein Material, das in Deutschland noch zwei Webereien produzieren, die beide das Unternehmen beliefern. Zu den Besonderheiten der Bären gehört, dass sie unverändert mit Holzwolle gestopft werden, eine nahezu ausgestorbene Technik. Etwa 20 Bären kann ein Holzwollstopfer pro Tag befüllen, rund 30 Minuten muss er dabei pro Exemplar aufwenden. Die zur Füllung verwandte Holzwolle stammt von einem in der Region ansässigen Unternehmen.

## Auszeichnungen
Im August 2012 entschloss sich das Unternehmen zur Vermeidung von Interessenkonflikten auf absehbare Zeit an keinen Design-Wettbewerben mehr teilzunehmen, da Verantwortliche mittlerweile Mitglied diverser Design-Jurys wurden. Zuvor gewannen Exponate der Firma zahlreiche Preise in verschiedensten Kategorien einschlägiger Wettbewerbe:
- TED worldwide: 2000/01 (3 mal), 2001/02 (4), 2003 (4), 2004, 2005 (3), 2006
- Teddy Bear of the Year – TOBYTM Award: 1998, 1999, 2001, 2007 (2), 2008, 2009, 2010, 2011
- Golden Teddy Award: 1997, 1998, 2006 (3), 2009, 2010
- International Eurodoll Competition (Teddy Bear Tableaux): 1992 (Gold), 1993 (2 mal Gold und 1st place of EURODOLL 1993 Teddy bear undressed)

hinzu kommen zahlreiche Nominierungen.